# Jon Sherman
Jon Sherman auch Jonathan A. Sherman ist ein US-amerikanischer Regisseur und Drehbuchautor, der durch Filme wie Sekt oder Selters oder Alle lieben Lucy international bekannt wurde.

## Leben und Karriere
Jon Sherman, geboren als Jonathan Andrew Sherman, ist seit Mitte der 1990er Jahre im Filmgeschäft in verschiedenen Funktionen tätig. 1988 erhielt er einen Bachelor of Arts an der Wesleyan University in Middletown, Connecticut, darüber hinaus studierte an der Columbia University in New York und machte 1994 dort seinen Abschluss im Fach Screenwriting mit einem MFA (Master of Fine Arts).
1996 führte Sherman dann erstmals Regie bei der romantischen Komödie Sekt oder Selters, zu der er auch das Drehbuch verfasste. In den Hauptrollen spielten Susan Floyd und Dan Futterman. Im Jahre 2002 entstand unter seiner Regie die Komödie Alle lieben Lucy in der Besetzung Monica Potter in der weiblichen Hauptrolle als Lucy und in den männlichen Nebenrollen John Hannah, Gael García Bernal, Anthony LaPaglia, Henry Thomas und David Boreanaz. In kurzen Gaststarrollen hatte Jon Sherman den Regisseur Harold Ramis und Oscarpreisträgerin Julie Christie verpflichten können. Der von Fabien Liron and Tim Perell produzierte Film wurde an Originalschauplätzen in Manhattan gedreht. Der Film startete als Eröffnungsfilm 2002 beim Deauville Film Festival in Frankreich. 2004 drehte Sherman den für das Fernsehen produzierten Film My Sexiest Mistake mit Sabrina Lloyd. Im Jahr 2013 agierte er neben Jonathan Tazewell als Co-Regisseur bei dem dramatischen Kurzfilm Breezewood. 2021 inszenierte er das romantische Filmdrama They/Them/Us mit Joey Slotnick und Amy Hargreaves in den Hauptrollen.
Neben seiner Tätigkeit beim Film arbeitet Jon Sherman auch als Associate Professor of Film am Kenyon College im Bundesstaat Ohio.

## Filmografie

### Als Regisseur
Kino
- 1996: Sekt oder Selters (Breathing Room)
- 2002: Alle lieben Lucy (I'm with Lucy)
- 2021: They/Them/Us

Fernsehen
- 2004: My Sexiest Mistake

Kurzfilm
- 2013: Breezewood

### Als Drehbuchautor
- 1996: Sekt oder Selters (Breathing Room)
- 2021: They/Them/Us